# Antarctobiotus ringueleti
Antarctobiotus ringueleti is een eenoogkreeftjessoort uit de familie van de Canthocamptidae. De wetenschappelijke naam van de soort is voor het eerst geldig gepubliceerd in 1962 door Rouch.